# Tastevin

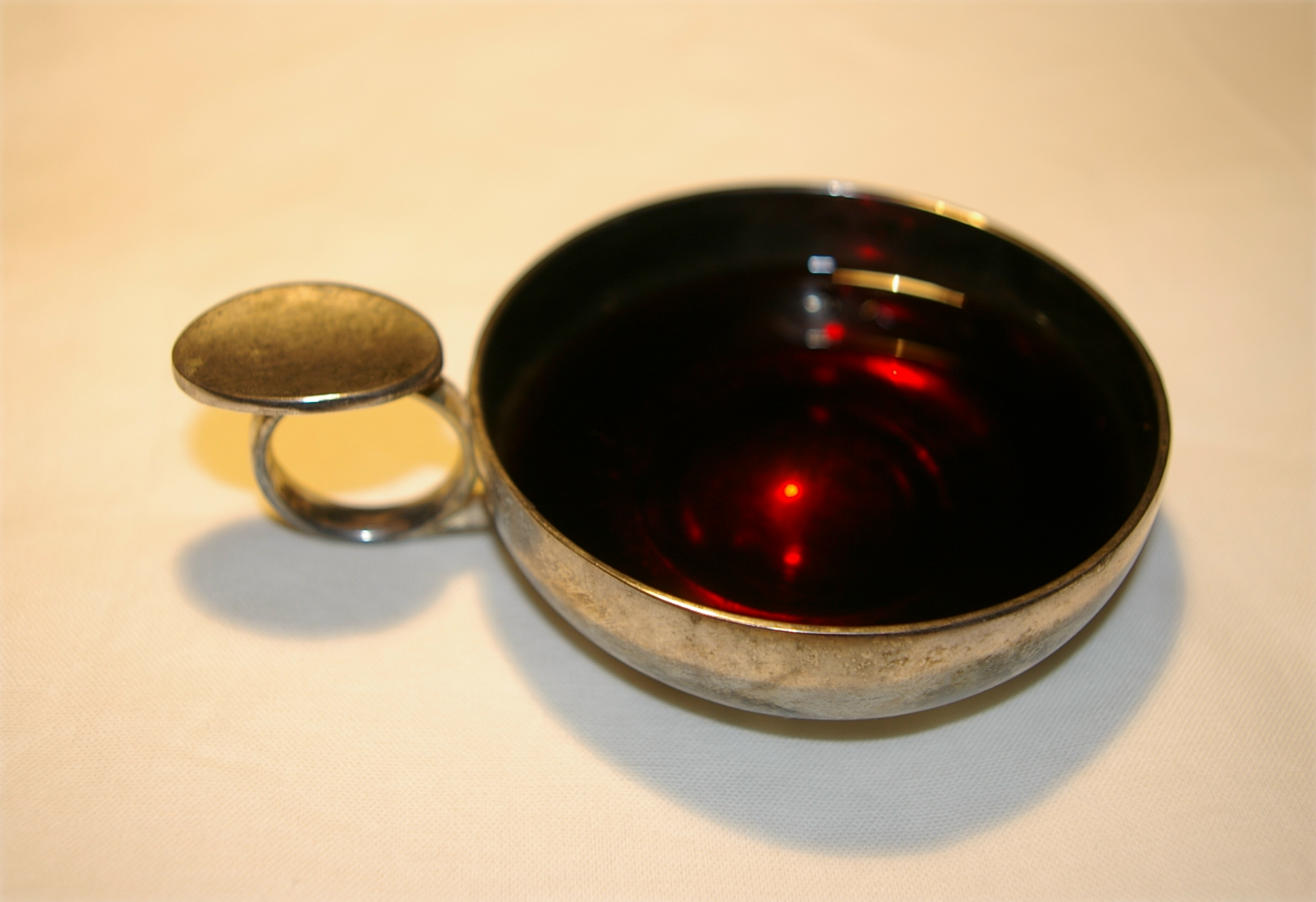
Ein silberner Tastevin mit Rotwein

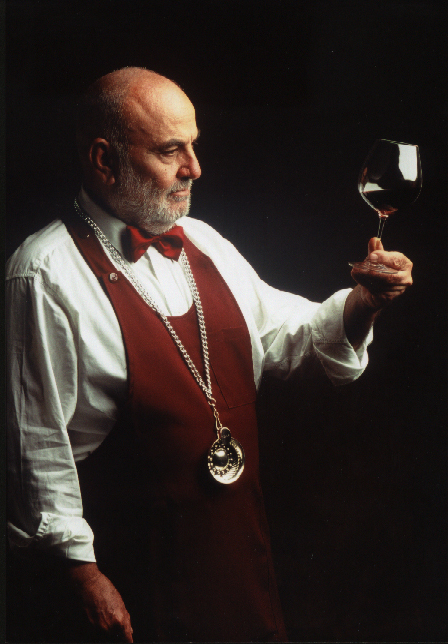
Ein Sommelier mit traditionellem Tastevin und modernem Weinglas

Der Tastevin (von franz. taster, tâter oder tester, was dem deutschen „probieren“ entspricht) ist eine kleine flache tassenähnliche Probier-Schale aus Metall mit einem Griff und oft mit einer Daumenfläche, das früher zur professionellen sensorischen Analyse des Weins benutzt wurde. Der Tastevin wird oft von Weinverkostern und Sommeliers an einem Lederband oder einer Kette um den Hals getragen.
Tastevin wird in Frankreich jedoch auch eine Pipette genannt, mit der aus dem Spundloch eines Fasses eine Probe gezogen wird. Das ist ein Rohr aus Glas oder versilbertem Metall, das oben einen Metallgriff besitzt. Dieser Stechheber war die Ergänzung des Tastevin.

## Gebrauch
In die Schale wird ein Schluck des zu probierenden Weines hineingegossen. Die spiegelnde, metallische Oberfläche des asymmetrischen Reliefdekors und seiner Wölbungen und Vertiefungen gestatten es dem Degustator, die Farbe des Weins bei unterschiedlicher Dichte im einfallenden Licht zu beurteilen. 
Zur Verkostung von Sekt oder Champagner ist ein Tastevin nicht geeignet, da man mit ihm die Perlage nicht beurteilen kann. 

## Geschichte

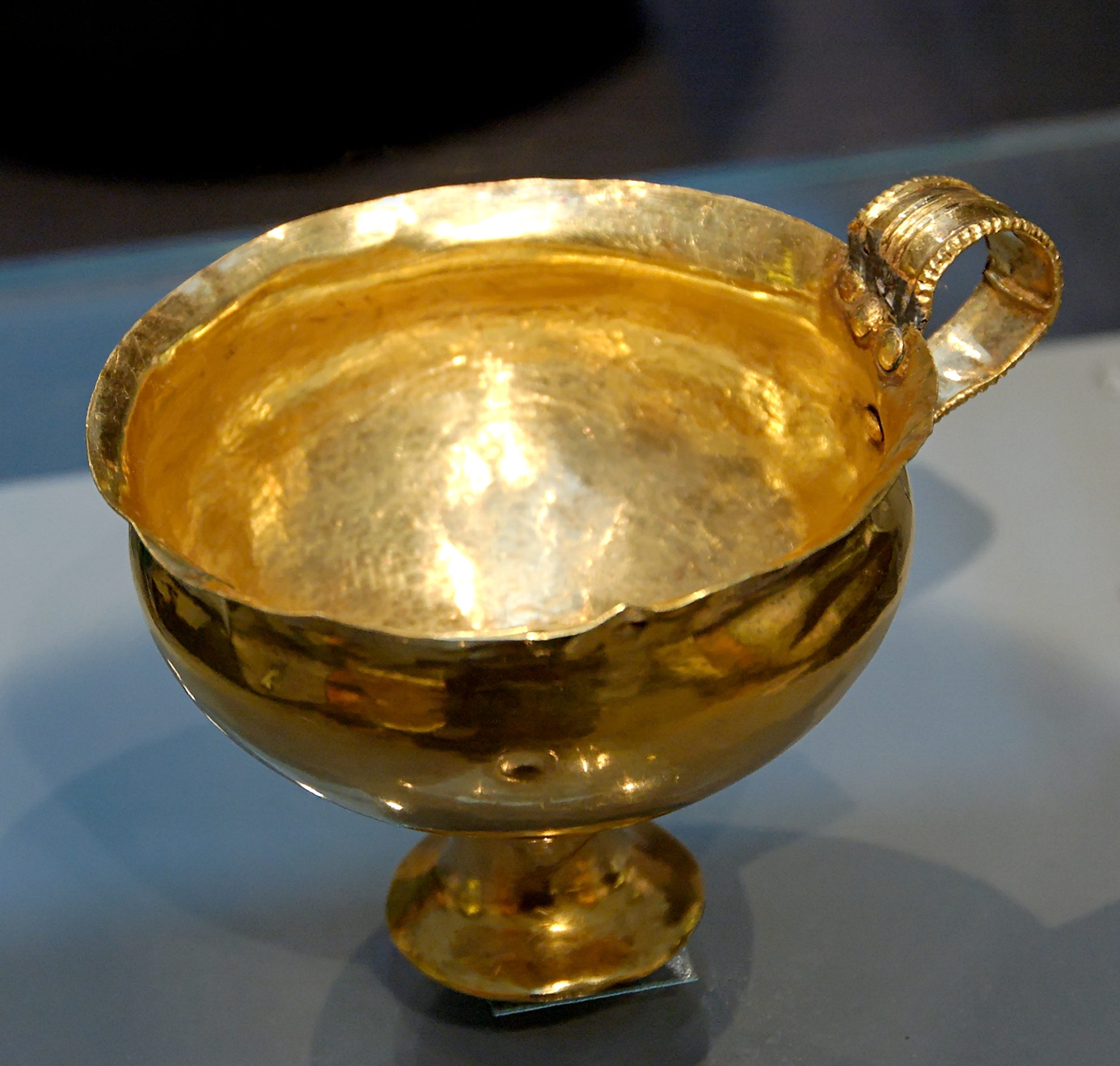
Mykenische Trinkschale aus Gold,
1500 v. Chr.

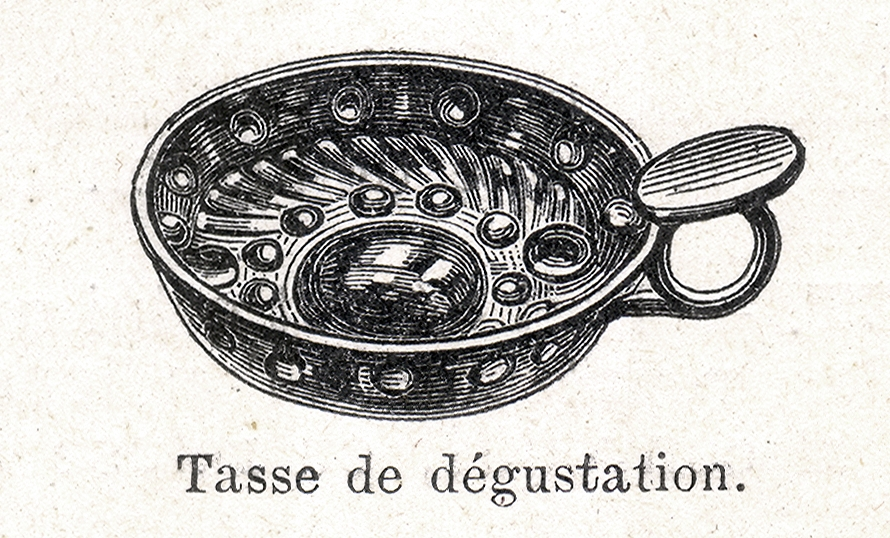
Historischer Tastevin mit den Wölbungen und Vertiefungen seines Reliefdekors. Es bewirkt im Wein eine Lichtbrechung und ermöglicht eine Einschätzung der Klarheit des Weins sowie der Dichte seiner Farbe.

Vorläufer des Tastevin waren flache Trinkschalen, wie sie in den mykenischen, kretischen und kleinasiatischen Kulturen etwa ab 1500 v. Chr. im Altertum und in der Antike in Gebrauch waren. Dies waren ursprünglich einfache tassenartige Schöpfkellen aus Ton, Terrakotta und Keramik, aber auch aus Holz und Metall. Mit ihnen konnte aus Gefäßen wie Amphoren oder Krater das Getränk herausgeschöpft werden. Die Schale hatte einen länglichen Henkel oder einen Ring, durch den der Zeigefinger gesteckt werden konnte, damit er nicht nass wurde. Mit diesem Gerät wurde der Wein entnommen, geprüft und getrunken.
Im 15. Jahrhundert wurde in Burgund eine kleine Tasse mit glatten oder bossierten Wänden als taste vin bezeichnet. Im Languedoc hieß das Gerät tasson, tassot, tassette und tasse à vin. In England wurden die ersten Probierschalen dieser Art im 14. Jahrhundert erwähnt. Der Höhepunkt des Tastevin war im 18. Jahrhundert, als Goldschmiede die reliefverzierten, getriebenen und ziselierten Probierschalen kunstvoll fertigten. Oftmals waren die Namen der Besitzer und ein Datum eingraviert. Tastevins waren für professionelle Weinverkoster bestimmt und mussten auch robust sein, da sie auf Einkaufstouren in Weinkellern benutzt wurden. Deshalb wurden sie zumeist aus Silber hergestellt. Nach 1800 wurden nicht mehr viele Tastevins hergestellt.
In Burgund wurden noch bis zum Ende des 20. Jahrhunderts Tastevins im Weinkeller benutzt, da sich in ihnen, anders als im Glas, auch bei dämmriger und schwacher Beleuchtung die Klarheit und Farbintensität eines Weins begutachten lässt. 
Moderne sensorische Verkostungsmethoden setzen auf das Probier-Glas, da man, insbesondere vor einem weißen Hintergrund, die Farbe des Weins und seine Lichtreflexe beurteilen kann. (Es gibt noch spezielle Probiergläser aus undurchsichtigem Glas, die zum Beispiel zum Verkosten von Weinen angewandt werden, wo Farbschattierungen der Weine die Beurteilung nicht beeinflussen sollen.)
Der Tastevin wird heute als kulturgeschichtliches Kleinod der Weinhistorie geschätzt. Originale können einen antiquarischen Wert besitzen. Vor allem Weinbruderschaften pflegen seine Erinnerung als traditionelles Verkostungsgerät. In Burgund ist eine Confrérie namentlich dem Tastevin gewidmet, die Confrérie des Chevaliers du Tastevin.